# 性幻想

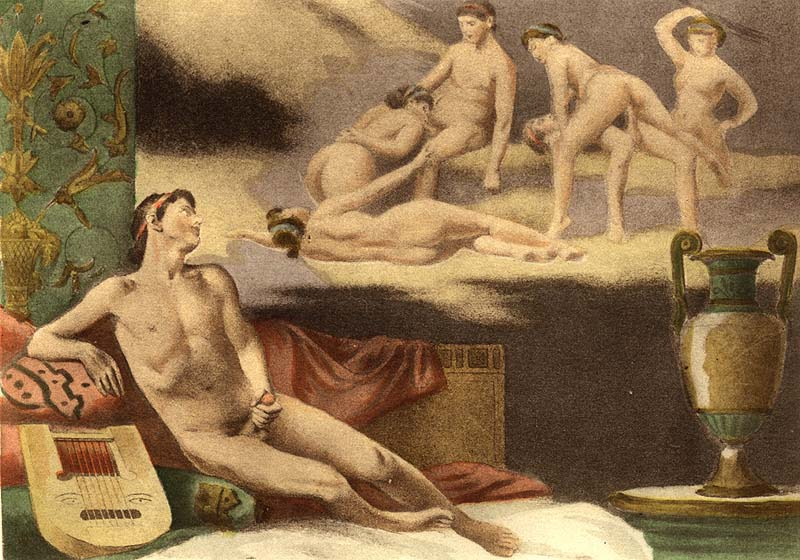
《古典色情文學指南》（由愛德華-亨利·阿夫里爾所著）當中的一幅插圖。它展示了某個男性一邊自慰一邊進行性幻想

性幻想，又稱意淫，是指使人萌起性方面的情感，並能產生或增強性兴奋的心像或思想模式。性幻想可透過想像或記憶來產生；自主或外部的刺激亦能引起性幻想——後者的例子有情色文學、色情作品、某些物件、具性吸引力的某人。凡是使人性興奮的事物，都可能使之產生性幻想。而性兴奋又可能使人繼續產生性幻想。
几乎所有社會都有性幻想的蹤跡。不過鑑於部分性幻想的內容有違社会或宗教道德規範，所以人們很少會選擇将之付诸實行。在某些情況下，即使只是把性幻想的內容拿來討論，也會被視為觸犯當地禁忌，並可能使當事人受到抑制。有些人視性角色扮演為把性幻想表達出來的便捷渠道。此外某些電影會描繪或討論性幻想——觀眾們可能從中找到共鳴。性幻想的內容對當事人可能是积极的，亦可以是消极的，甚或两者兼而有之。人們過去的經歷可能会影響性幻想內容，而性幻想亦可能對將來的性行為構成影響。此外，當事人可能不會想在現實中實現這些幻想。由於幻想是全靠腦海內的想像而產生，所以其內容可以不為世人接受、偏離現實。上述特點使得研究者能從性幻想當中獲得跟性行为有關的心理過程資訊。
性幻想亦是文學、電影、藝術的一種類型。这类作品可能因其美学而受到赞赏，不過同時有很多人對這類作品感到不舒服。比方說，女子監獄電影可能能夠歸於性幻想類型底下，色情電影同樣能夠這樣分類。此外部分電影會為安排性幻想一組鏡頭或一個場景。像《在商言商》（1971年）、《阿瑪柯德》（1973年）、《美國心玫瑰情》（1999年）般的主流电影包含了性幻想的场景。在很多情况下，使用幻想场景的用意在於描繪角色的性心理。

## 研究方法
由於難以客觀地對性幻想進行鑑別和測量，所以大多研究都會評估人們清醒時的有意識性幻想，並採用以下三種方法的其中一種：
- 在受訪者保持匿名的情況下，向之發放一份清單，要求他們在當中填寫自己有過什麼幻想、多常有上述幻想、在什麼情況下會出現某種幻想。这种方法依赖於研究對象的回顧性記憶，所以其準確性可能受限於此。清单亦可能不夠全面，對某些幻想存有偏誤。
- 在受訪者保持匿名的情況下，要求其以敍事形式把自己的性幻想寫下來。这种方法同樣依赖於研究對象的回顧性記憶。有些研究限制了受訪者可以寫下的性幻想數量（比方說要求他們寫下最常出現的性幻想），而且受訪者可能不会写下所有的幻想——他們可能會忘記不常出現的幻想、不敢多写、面對比填寫清單更大的社會期許。
- 要求調查对象在一段时間內以核对表或日记來記錄自己的性幻想。这种方法需花很长的时间才有代表性，而且實際執行性可能很低。

研究者可能會為了確定對象的說法有多可靠，而去量度其在面對不同刺激時的興奮反應，並把之跟他的回答進行比對。他們在當中會採用的技術有陰道光體積變化描記圖法、陰莖应变片，量度性器官脉搏幅度、性器官血容量、心率的工具。一項於1997年發表的研究發現，男性的性興奮比起女性更會反映在性器官血容量上，而以脉搏振幅為依據的判斷則沒出現差異。此外研究者較易判斷女性是否處於低度興奮狀態。
有關性幻想的研究就像大多性研究般，同樣要面對研究樣本過少、樣本不夠代表性、非隨機抽樣等問題。因此不同研究的共同發現尤其重要。女性可能較容易漏報自己的幻想頻度，因為她們較不容易察覺到自己是否興奮，或較不會對外這樣報稱：不少女性會在想像浪漫情景的情況下產生性興奮，但由於其並不露骨，所以不把之當作性幻想看待。儘管不同社會對性有著不同的態度，但大多有關性幻想的研究都以生活在現代西方社會的人口為研究對象，所以有關研究的代表性存疑。學術界內因此有著「希望更多研究以其他社會和歷史為研究對象」的呼聲。此外，目前对5-12歲孩童的性幻想了解甚少，因此有需要進行更多以人的一生為跨度的纵向研究。有鑑於性在很多時候是一門禁忌議題，所以研究者在一些地方進行研究時，會發現難以在當地取得誠實而具代表性的樣本。比方說，1997年一項針對南亚的研究顯示，大約75%的男同性戀者害怕「給人發現」——這點會使當地的有關研究變得更為複雜。

## 功用
性幻想的內容因人而異——從平凡到離奇荒誕的情景，不一而足；並受到每個人的經驗和慾望所影響。人們可透過想像像强奸、閹割、綁架般的危險或違法情景，來逃避現實生活中的性束縛。它们能让人们把自己想象成現實中「所不會見到的自身」，比如把自己想像成有權勢者、天真無邪、充滿着内疚感。幻想对性行为有着相當大的影響，甚至有人能只透過幻想來達至性高潮。儘管人們的性幻想有着几个共同主題，但任何行为和客體都可以在人的腦海中加以情色元素。

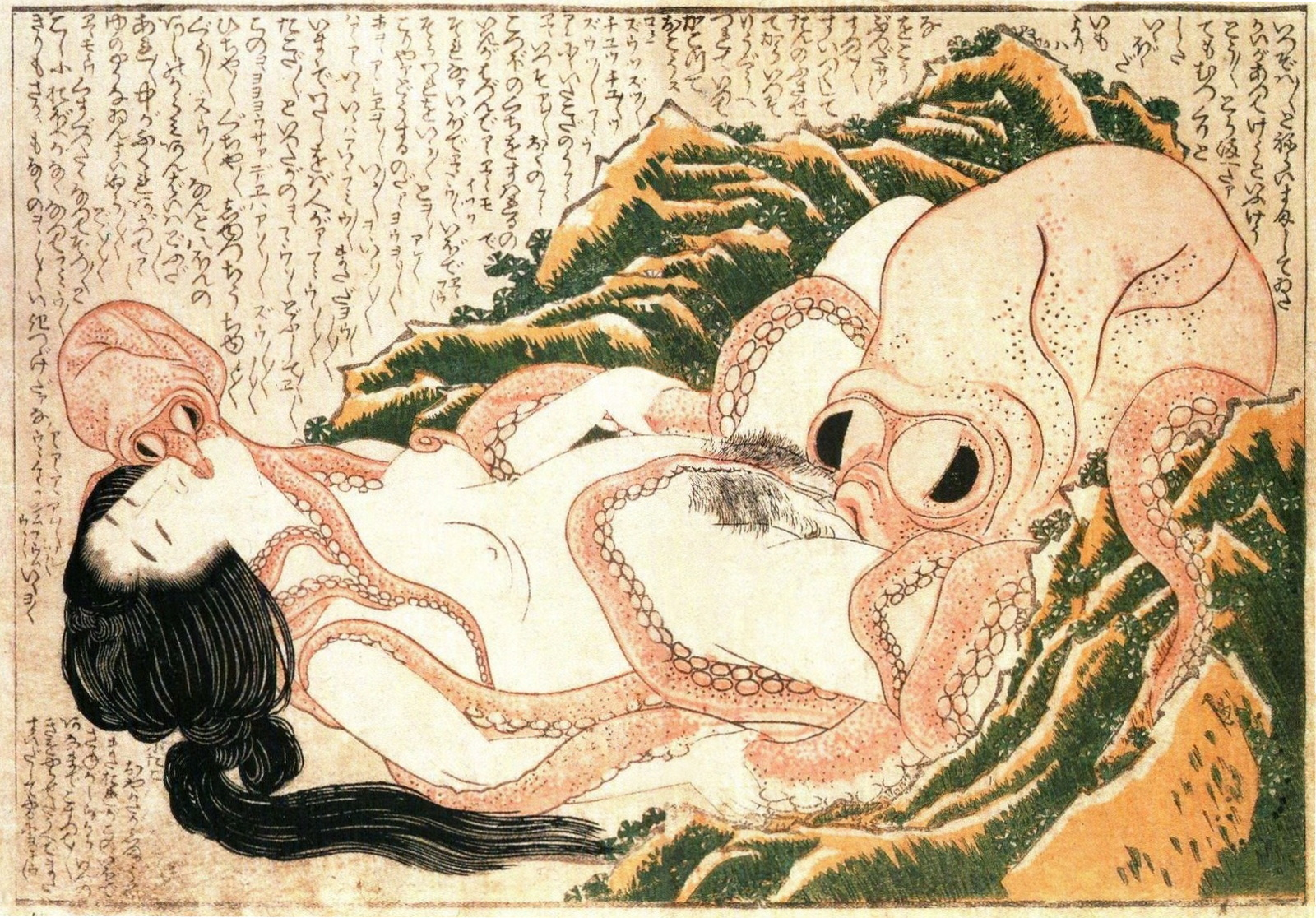
由葛饰北斋所繪的《章鱼与海女》，它是把性幻想給畫下來的藝術作品

性幻想越来越被视为健康关系的必要一環。理论家们认为，幻想可用於促進伴侶間的性快感。此外研究者發現，性幻想跟性高潮、興奮、整體滿足感之間存在正相關性。斯特罗尔（Stroller）用一句话來概括性幻想的相对好处 ：「性幻想是個人的色情物品，我们在當中反复演练那些在实际性生活中几乎不可能实现的需求」。因此，性幻想可讓人滿足那些無法於現實實現的慾望。從此一角度出發的研究者宣稱，幻想婚外性行為或多伴侶性行為跟長久的伴侶關係呈正相關。性幻想因此被視為對抗性饑渴的手段。
性幻想可用於處理關係上的困難——人們能以其對抗性方面的不滿足。與擁有美滿婚姻的女性相比，關係不順的女性擁有顯著較多的性幻想。於內心創造幻想情境能使人更好地應對壓力和不安。對於女性的情況而言更是如此。幻想因此能使人們從新的角度和立場出發，暫時忘卻痛苦，並增強自我價值感。
若以演化角度看待性幻想，那麼便可得出與上文完全不同的解釋。鲍尔比（1960年/1982年）的依附理論認為，若欠缺能夠依附的人，那麼當事人便會失去自尊。容易焦慮的人較有可能以性去換取安全感，因此，他们可能因渴望親密關係而進行性行為，並在挑戰關係狀態的情況下，增加性行為的頻密度。相反，逃避型依附者會對性關係帶來的親密感感到憂慮，並會為了減低有關感受，而採取積極措施。他們的性行為模式有：與偶伴發生無感情基礎的性關係、為了提升自己而與人發生關係、在性行為期間抽離情感。性幻想較有可能以跟依附有關的主題為主軸，焦虑型依附者傾向報稱自己擁有較多的性幻想，並在幻想中將自己塑造成軟弱無力、可以信賴的樣子。逃避型依附者則會把自己幻想中的人際關係描繪成「冷漠无情，沒有人情味」。因此對他們而言，性幻想的主要功能是透過心智表徵來實現人際目標。
演化視角為性幻想中的性別差異提供了解釋。研究文献指出，女性較有可能在幻想中把自身的身體和情感放在優先考慮的位置，而男性則較聚焦於性伴侶的形象。女性亦較容易把性伴侶想像成想跟自己維持長久關係，抑或共渡了一段長時間的單一特定人物。現有證據證明，就生育後代這點而言，男性跟年輕富生育能力的女性性交具有一定益處。他們亦演化出一種用以解讀繁殖伴侶「新鲜特征」的能力：他們偏好於具有「白膚、濃發、厚唇」等等特徵的女性。相比之下，女性的繁殖動力源自男方的投资以及基因庫。从女性的角度来看，与多个男性伴侣性交的风险远远超过潜在得益。因此，男性聚焦於特定的身体特征並不足為奇，它的起源和目的都可以演化來解釋。此可推導出在男性注視女性，並視之為獲得性快感的手段的同時，女性亦已習慣於此，並保持被動，幻想出特定的性伴侶。
人們可能沒有把性幻想付諸實行的慾望，不過也有人會以之來為將來的性體驗打好計劃。差不多所有人皆會進行幻想。此一行為可在任何时间發生，不過人們在做白日夢時較容易出現幻想。人們常在伴隨性幻想的情況下自慰。相對於女性，男性可能較偏向於一邊幻想一邊自慰。
在性行為期間，有些人會以幻想來把自己從難受的地方帶開。其他人則反以幻想來集中精力，保持興奮。比如正在被他人咂陽的男性可以以幻想聚焦於受刺激的部分，忽略其他事物。在性行為期間，男性傾向於把注意力集中在身體的一部分——他們較容易只聚焦於一個部分所受的物理刺激，不把自身當作一個「整體」去看待。
許多伴侶會向對方分享自己的幻想，以獲得更多的親密感和信任，或僅僅是為了讓對方或自身更興奮、更有身體上的反應。一些伴侶視分享幻想為非插入式性行為的一種；這亦為BDSM於1980年代的興起提供了一個潛在解釋——人們為了避免感染HIV，而把BDSM當作性幻想的安全出路。伴侶們可能會以性角色扮演來滿足自己的性幻想。
幻想還能成為性治疗的一部分。它們可用於令性刺激加強，使得當事人更興奮，更容易實現性釋放。1986年一项针对已婚女性的研究顯示，性幻想有助她们進入性兴奋狀態，達至性高潮。性治療師經常鼓勵性高潮障礙的女性患者進行幻想和自慰。

## 常見幻想
幾乎所有社會都有性幻想的蹤跡，不過實際發生率因年齡、社會、性取向、性別而異。不過由於有關研究極為依賴於回溯性記憶，以及受到反應誤差、性禁忌等因素影響，所以很難確定每種性幻想的實際發生率。一般而言，男女雙方最為普遍的性幻想如下：回憶起一段令人興奮的性體驗、幻想跟現任伴侶發生性行為、幻想跟其他人發生性行為。每項研究之間並沒有為這三類幻想的受歡迎程度得出一致結論。僅次上述三類的幻想內容有口交、於浪漫地方發生性關係、權力不對等下的性關係、強暴。
| 幻想                 | 實際上有做過（%） | 有幻想過（%） |
| -------------------- | ----------------- | ------------- |
| 外遇                 | 16                | 30            |
| 三人性行为           | 14                | 21            |
| 在工作期間發生性行為 | 12                | 10            |

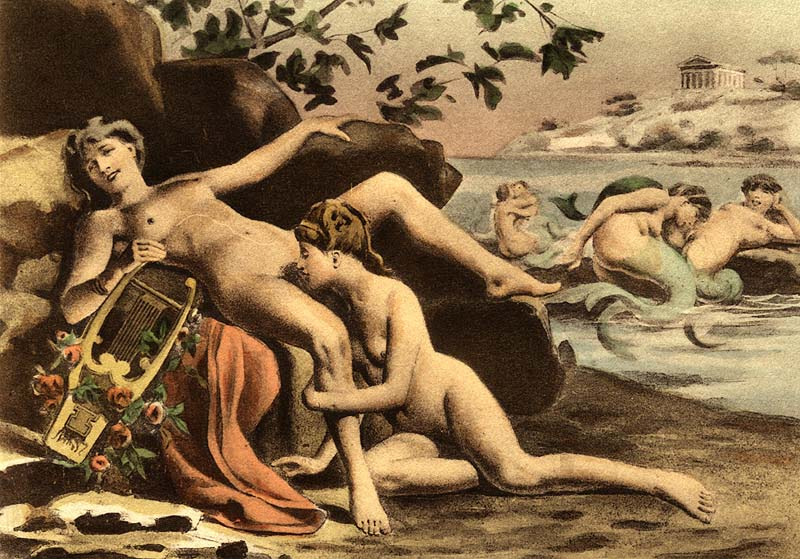
不論男女，都常會幻想口交場景

2004年一項美國研究顯示，與實際執行相比，較多人會幻想某種行為。

## 性別差異

### 起源
研究顯示，兩性在幻想的產生上有着很大差異。男性傾向於回想過往的性經驗。而女性則傾向於想像一位虛構情人，抑或過往所沒有的性經歷。男性的性幻想往往聚焦於視覺圖像和解剖上的細節。不論男性有着哪種性取向，他們都傾向於對視覺上的性刺激表露出更大興趣，並較會幻想不存在情侶關係的性接觸。
女性性幻想则較着重於心理上的性刺激，包含更多的情感聯繫。因此，女性較有可能報稱自己的性幻想帶有一定浪漫成分和親密感，比方說，她們可能會幻想自己的男性伴侶具有英雄特質，並會在危急關頭毫不猶疑地拯救自己。從演化角度來看，這樣女性就會較願意忠於其男性伴侶，以换取他的投資，一同撫養後代，增加其存活機會。

### 類型
大多研究強調了兩性在性幻想上的幾點差異。男性研究對象較偏向在該些研究中報稱以下這些幻想類型：探索型、亲密型、冷淡型、虐戀型。探索型幻想的例子有同性性經歷和群交；有關觀看他人性交和戀物行為的幻想則歸類在冷淡型。女性較傾向於報稱自己的性幻想有同性或名人參與其中。與另外三種相比，兩性都較偏好於亲密型的性幻想，這包括有關口交和公開性行為的幻想。

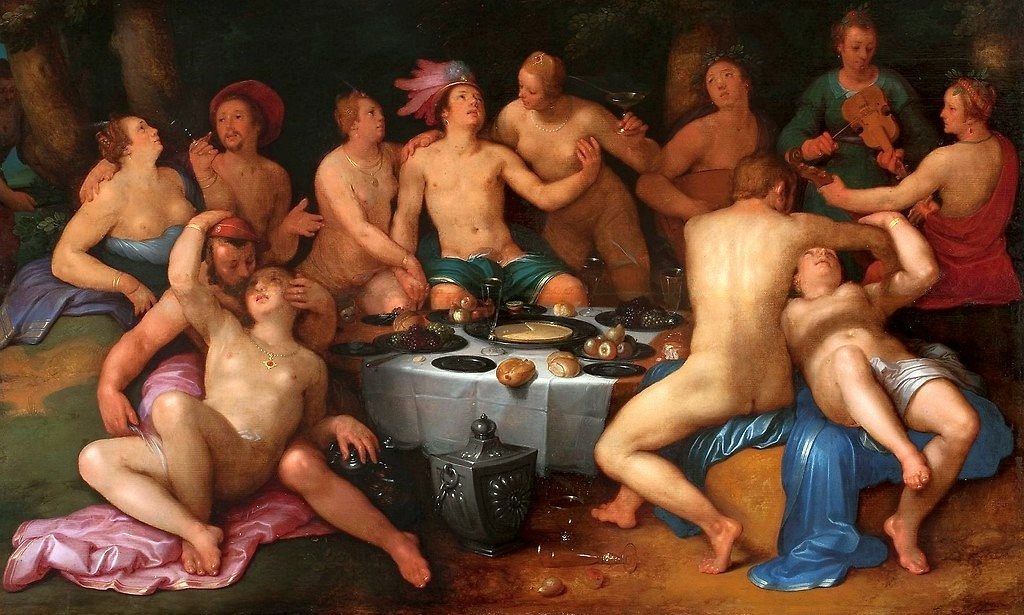
一幅由科内利斯·范·哈勒姆（Cornelis van Haarlem）於1615年繪成的繪畫，當中描畫了群交的情境——它是較常見於男性的性幻想

### 常見主題
與女性相比，男性較常幻想跟多個伴侶發生性行為（即三人性行為或性派對）。他們亦更常幻想多種不同類型的伴侶。從演化角度來看，這可能是男性「有能力在任何時間使多名女性受孕，產生多個後代」的特點所致。因此亦可預測男性更可能接受多重性伴侶的概念，以此提高成功繁殖的機會。
兩性亦在幻想自己是支配方還是臣服方的頻度上有所不同。男性幻想自己是支配方的頻密度跟幻想自己是臣服方的相當。而女性則較常幻想自己是臣服方。不過很多人在性事上所扮演的角色並不跟性別定型吻合。男性在性上不是天生積極的。同樣，女性在性上也不是天生被動的。這些刻板印象可能隨着年纪而减少。
反之，性幻想可能因人而異，像性格或學習經歷般的因子對性幻想的影響可能大於性別本身。有研究者表示兩性在性幻想上的差異已隨時間推移而縮小，並認為此一趨勢可能在將來延續。他們同時以性幻想的類型和頻密度佐證上述說法。
| 每種幻想的百分比（%） | 每種幻想的百分比（%） | 每種幻想的百分比（%） |
| --------------------- | --------------------- | --------------------- |
|                       | 男性                  | 女性                  |
| 群交                  | 42                    | 16                    |
| 名人                  | 16                    | 27                    |
| 同性                  | 10                    | 19                    |
| 陌生人                | 33                    | 39                    |

### 年齡
首次性幻想的年齡也有性別之差。與女性相比，男性偏向於報稱自己在年紀較小的時候（一般11-13歲）出現首次性幻想，其內容亦較女性的露骨。兩性首次性幻想的常見主題有與名人（像是電影明星）或老師發生性行為。兩性性幻想的內容亦因年紀而異。比方說，年輕男性傾向於擁有較多的多伴侶性幻想，而其頻度会隨着年纪而下降，同时同性性幻想会隨年纪而略有增加。女性以陌生人或同性為對象的性幻想頻度則在其一生中較穩定。

### 性偏離幻想
兩性在性偏離幻想上存有差異（即幻想的是非典型性對象）。性偏離幻想的內容有近親性行為、窺視他人更衣、裸體或發生性行為、恋物性异装、跟動物或兒童發生性行為。一項研究發現，超過60%男性承認曾幻想跟未成年人發生性行為，33%則報稱自己有過強暴幻想。性偏離幻想与其他性幻想一样，同樣被視為在18歲之前就會出現，不過這可能因性偏離的種類而異。
|                                | 首次出現的年齡（歲：月） |
| ------------------------------ | ------------------------ |
| 恋物性异装                     | 13：6                    |
| 恋物                           | 16：0                    |
| 窺視他人更衣、裸體或發生性行為 | 17：4                    |
| 與不是近親的異性孩童發生性行為 | 21：1                    |
| 與不是近親的同性孩童發生性行為 | 18：2                    |

不寻常的性幻想在男性中更常见；男性較常幻想往伴侶身上撒尿/伴侶往自己身上撒尿。《精神疾病診斷與統計手冊》第四版指出，女性性偏離確診者數量很少，唯一的例外就是性受虐（DSM-5更名為性受虐障礙:694）。此外在要求人們想像出自己參與性偏離活動的情境時，男性的性興奮程度會比女性大。 不過這種情況可能是針對女性性偏離的研究不足所致。女性的性偏離幻想有性施虐、露體、與孩童發生性行為。

### 實際執行
由於当代社会对性比以前更为宽容，且人們对於各种性行为有着更多認知，所以與過去相比，當今人們更願意嘗試把各種性幻想付諸實踐。女性比男性更有可能把自己的性幻想付諸實行，因為她們的性幻想較多落在現實上可執行的範圍之內。研究者已就「支配型性幻想（比如強暴幻想）跟在現實表現出侵略性行為的關係」進行了調查，結果發現男性性犯罪跟性強迫幻想之間有着相关性。有關結果可能在心理病態特質較高者身上較為顯著。

### 理論框架
由於很多變量都會影響性幻想，因此性別之間在性幻想上的差異可用到不同理論框架去解釋。根據社会建构主义的說法，性社会化為性幻想的有力預測因子，而性幻想的性別差異則是社會影響下所誕生的產物。從此一角度延伸下去，便可得出女性的性擁有較多可發展空間的結論，因为它在很大程度上受到「女性應如何思考和行動」的社會期望所影響。演化視角（又稱演化心理學、社會生物學）則與之相反，認為性幻想主要受生物因子所影響。在解釋女性偏向幻想相熟一段時間的愛人，而男性則偏向幻想陌生伴侶的傾向時，兩種視角可出現以下差異：
社会建构主义可能會把此一差異解釋成因社會不斷向女性灌輸守貞和謹選男人的觀念而造成；而演化視角則可能會在女性的祖先上找答案，認為只擁有一個伴侶能確保其繁殖安全——當中只要她保證忠於自身的男性伴侶，那麼男方便會更願意為之及其後代進行投資。最終使得此一想法延續至今。演化心理學亦有助於解釋為何女性傾向於在幻想中以男性名人為自己的對象。该理论认为，此一傾向對其祖先是有利的，因為與較高地位的男性維持關係能使自己及後代得到較佳保護，增加後代的存活機會。

## 性取向
麥斯特與強生於1979年進行了首項有關同性戀者性幻想的研究，不過他們並沒有透露數據如何得來。他們總共募集了30名男同性戀者和女同性戀者。結果發現，男同性戀者的五大常見性幻想有：想像跟性有關的身體部分（像是陰莖和臀部）、帶強迫成分的性體驗、在田園風光的情境下發生性行為、群交、與女性發生性行為。1985年的一项研究发现，男同性戀者偏好於幻想跟其他男性發生非特定的性行為、口交、與之前沒性經歷者發生性行為。在這兩項研究中，男同性戀者和男異性戀者的幻想基本類似，不過對象的性別會有不同。2006年的一项非代表性研究則以印度的男同性戀者為研究對象。結果發現與男異性戀者相比，男同性恋者更著重探索型、親密型、冷淡型的性幻想。虐戀型則沒有差異。整體而言，男同性恋者與男異性戀者之間的頭號性幻想具有些許差異。在研究進行期間，同性戀在印度仍屬違法。
2005年的一项研究為住在洛杉矶大都会区的女異性戀者和女同性戀者進行了比较。結果發現女同性戀者較常幻想女性的某些部位（臉、乳房、陰蒂、陰道、臀部、胳膊、头发），而女異性戀者則較常幻想男性的某些部位（臉、陰莖、臀部、胳膊、头发）。女同性恋者亦有着更多「取悦多个女性」的幻想；在問及有關「取悦多个男性」的幻想時，兩個組別之間沒有顯著差異。兩個組別在回答沒有區分性別的問題時，同樣沒出現顯著差異。

## 威迫

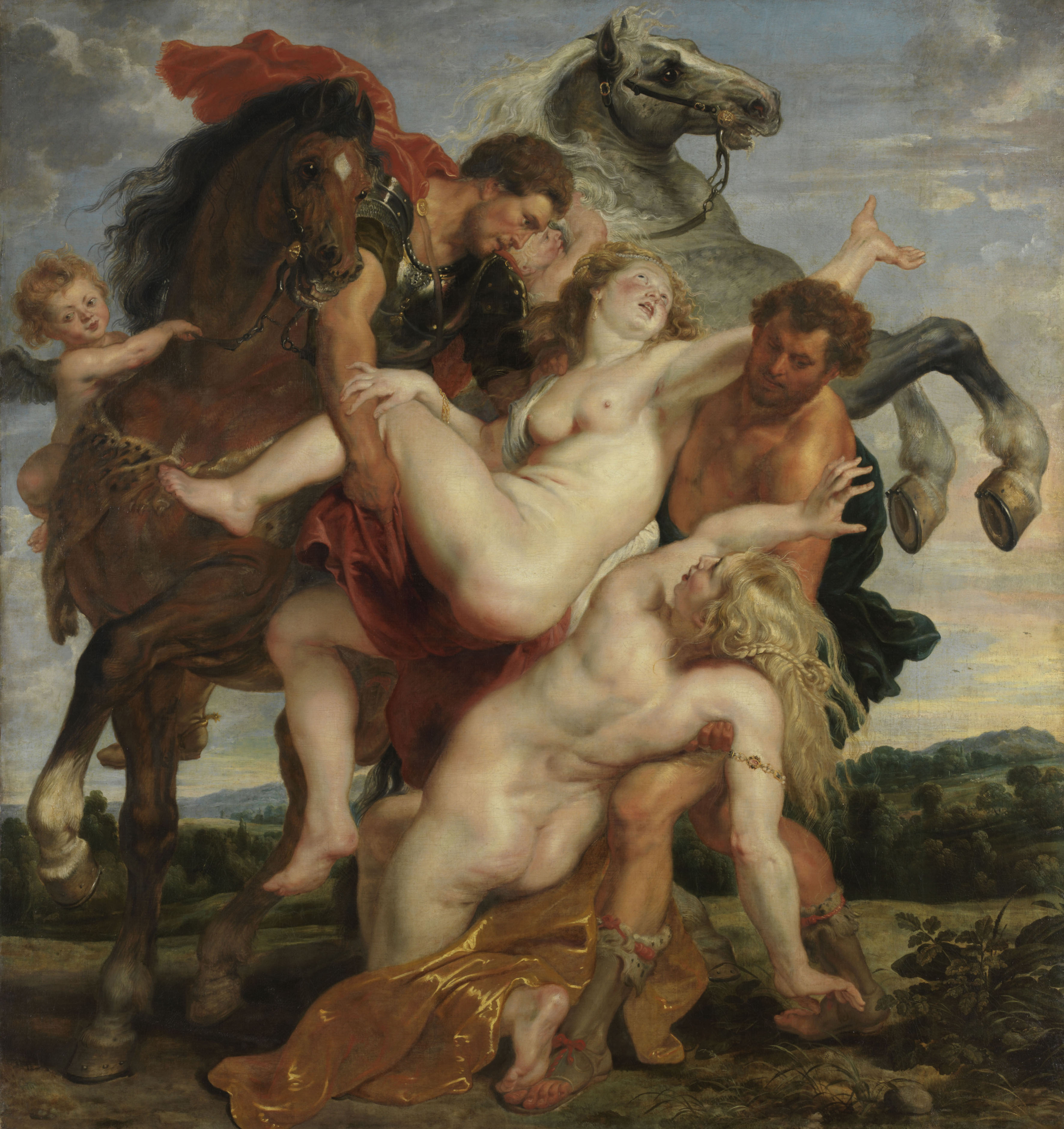
強暴幻想是兩性相對普遍的性幻想

強暴或姦污是兩性相對普遍的性幻想。他們可能會幻想一整套強姦情境，亦可能會把之幻想成性情境的一部分。幻想方可能會把自己幻想成受到他人強迫或胁迫的那方，但亦可能幻想自己在強姦別人。一些研究顯示，女性比男性更常把自己幻想成因脅迫而進行性行為。哈里顿（Hariton）和辛格（Singer）在1974年發表的研究中寫道，根據他们的调查，「被制服或被迫屈服」是第二常見的幻想；克纳夫（Knafo）和贾菲（Jaffe）於1984年發表的研究顯示，被制服是性交期間最常見的幻想；佩莱蒂尔（Pelletier）和赫罗尔德（Herold）在1988年發表的研究發現，超過一半女性受訪者報稱曾幻想因威迫而與他人進行性行為。其他研究亦發現以威迫為主題的性幻想，但其頻密度和普遍度都低於上述研究。不過，這並不意味著該些女性渴望自己受人強姦——該些幻想往往包含浪漫和自己被勾引的情境，而且幻想中的男性一般是其喜歡的類型。更為重要的是，該些女性能夠完全控制自己的幻想，當中自己一般不會受任何傷害。一些女性性受害者報稱，她們會幻想起跟其受害記憶差不多的情境，並對此感到厭惡。她們表示該些幻想十分逼真，這可能使該些女性回想起自己身心所受的痛苦。
很多人認為女性之所以會幻想自己因威迫而進行性行為，是因為這樣就可免除因不符社會期望而起的罪惡感，即女性不必对自己的性欲和行为负责。莫罗尔（Moreault）和福林斯塔德（Follingstad）在1978年發表了一項研究，當中證實了此一說法，並發現在性上擁有更高罪惡感的女性，較多報稱自己有過以被制服、被支配、無助為主題的幻想。佩莱蒂尔（Pelletier）和赫罗尔德（Herold）則以另外一套方法去量度罪惡感，結果發現兩者之間沒有聯繫。其他研究顯示，報稱擁有威迫性幻想的女性對性有着更正面的態度，這與內疚假說矛盾。斯特拉斯伯格（Strassberg）和洛克德（Lockerd）於1998年發表的研究發現，擁有威迫性幻想的女性一般較少罪惡感，更有性愛傾向。结果她們便有着更頻密和更多种类的性幻想。此外，他們亦寫道威迫性幻想並非最常見普遍的。

## 社會觀點

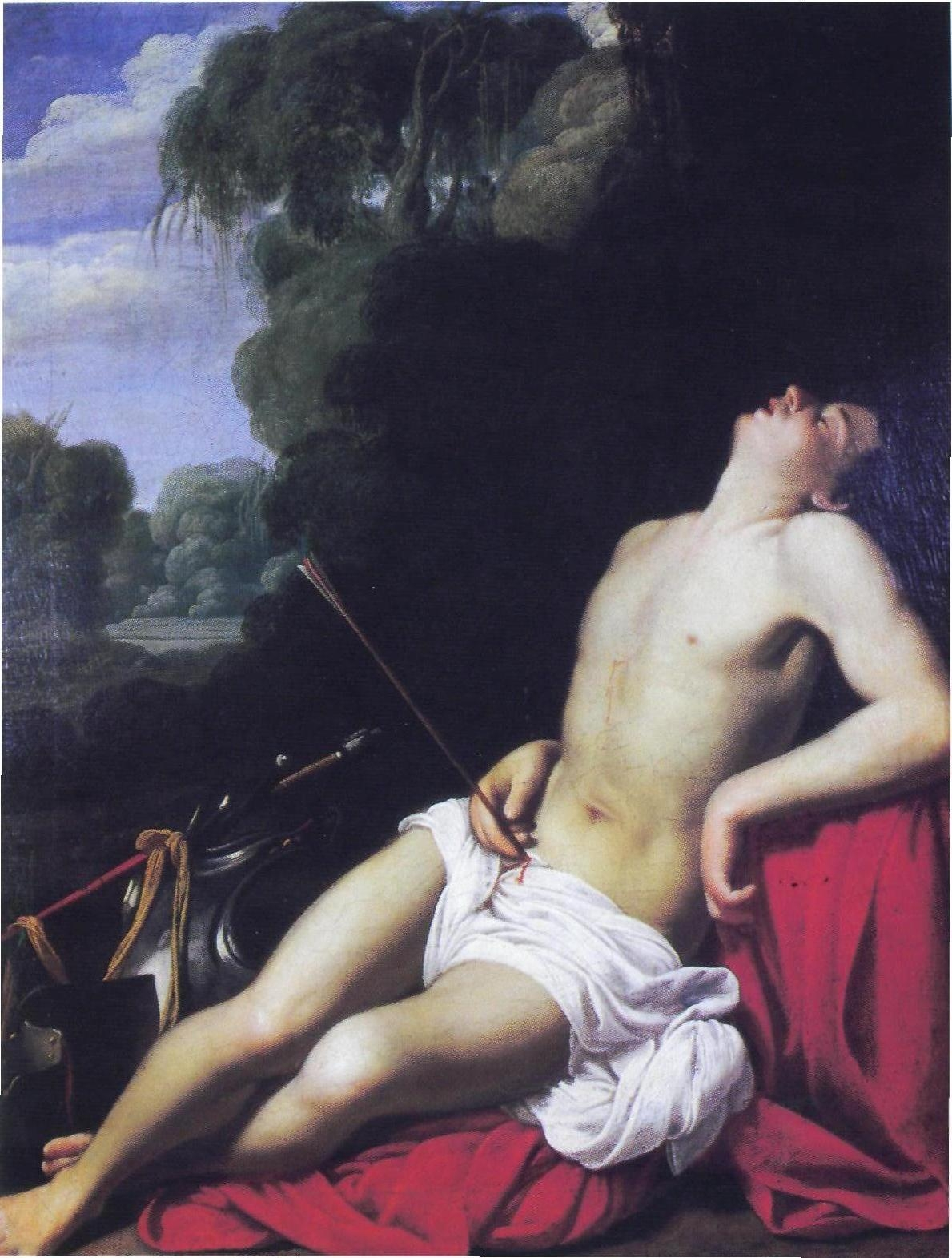
圣巴斯弟盎在歷史上既是宗教聖像，亦是秘密性幻想的象徵

各個社會對性幻想和性本身有着不同的態度。社會對人們性幻想的私隱有着很大影響。由于很多地方把性幻想視為禁忌，所以有時甚至連公開討論之都不為社會容許，迫使性幻想只能留在自己腦海。在較為寬容的環境下，人們可能會跟密友、重要的人等等分享自己的性幻想。
生活在西方社會的人於較近期才在道德上接受性幻想，有關性幻想的正式研究亦剛起步沒過多久。性幻想在此之前會被視為「魔鬼代理人」植入人們腦海的可怕想法。在當時，即使心理學家願意接受和研究性幻想，但他們還是對此了解甚少，甚至把女性的性幻想視為歇斯底里的症狀。在二十世纪初之前，许多专家将性幻想（尤其是女性的性幻想）视为不正常。西格蒙德·弗洛伊德认为，存有性幻想的人都是性匱乏或性不滿的，亦即他們沒得到足夠的性刺激和滿足。之後幾十年，一些著名的研究和匯編陸續推出，使得性幻想變得更為人接受。帕特里夏·彼得森的《道德、性事實與幻想》（Morality, Sexual Facts and Fantasies）、阿尔弗雷德·金赛的《金赛报告》、菲利斯和埃伯哈德·克伦豪森的《情色幻想：性想象力的研究》（Erotic Fantasies: A Study of the Sexual Imagination）、南希·弗萊德的《我的秘密花園》都推動了有關過程。到了現在，很多人把性幻想視為性的自然和積極元素，並可用於加強性感受。很多基督徒相信《聖經》禁止对配偶以外的人產生性幻想，正如《馬太福音》第5章28節所寫的般。还有人认为，圣保罗在谴责「不道德」或「不洁净」的肉体行为时，把性幻想連同一起譴責。尽管西方世界对性幻想的态度相对宽松，但许多人仍然对自己的幻想感到羞耻和内疚。這可能會誘使人患上性功能障碍，使伴侶的性生活質量下降。

## 內疚和妒忌
儘管大多數人不會對自己的性幻想或想法感到內疚或厭惡，但的確有些人會出現這種負面感受。一般而言，在對自己的性幻想感到內疚的研究樣本中，男女比例相當。1991年的研究為較為著名的例外：當中發現女性更對首次性幻想感到內疚或厭惡。就女性的情況而言，對性抱有的內疚感跟性幻想的頻密度和種類呈負相關。男性方面，性內疚感跟性幻想時的興奮度減少有關。女性所報稱的內疚感整體上比男性更強烈；若他們的性興奮和性高潮都依賴於性幻想，那麽其所報稱的內疚感亦會較強烈——這點適用於男女兩方。
已有多項研究評估了性幻想跟內疚感的直接關係。其中一項以160名保守派基督徒為對象的研究顯示，16%的男女報稱對性幻想感到內疚，5%為此對自己感到不高興，45%認為自己的性幻想是「道德败坏，不容接受」。各個研究在內疚感與年齡的關係上給出了矛盾不一的答案——克诺特等人（1998年）及艾利斯和西蒙斯（1990年）發現，較年輕者傾向於對性幻想產生較少的內疚感，而莫舍尔和怀特（1990年）則相反。
一項於2006年發表的研究以美國已婚異性伴侶為調查對象。它量度了個人對自身性幻想的內疚感，以及對伴侶性幻想的妒忌感，結果發現女性、18-29歲的伴侶、婚姻與關係維持時間較短者、共和黨支持者、羅馬天主教徒更對性幻想產生內疚感；男性、41-76歲的伴侶、關係已維持較長時間者、民主党支持者、犹太人則傾向表露出較少的罪惡感。此外，女性、18-29歲的伴侶、羅馬天主教徒、信奉非犹太教信仰者會傾向於更對伴侶的性幻想產生妒忌感；男性、41-76歲的伴侶、犹太人、無宗教者則傾向表露出較少的妒忌感。

## 性犯罪

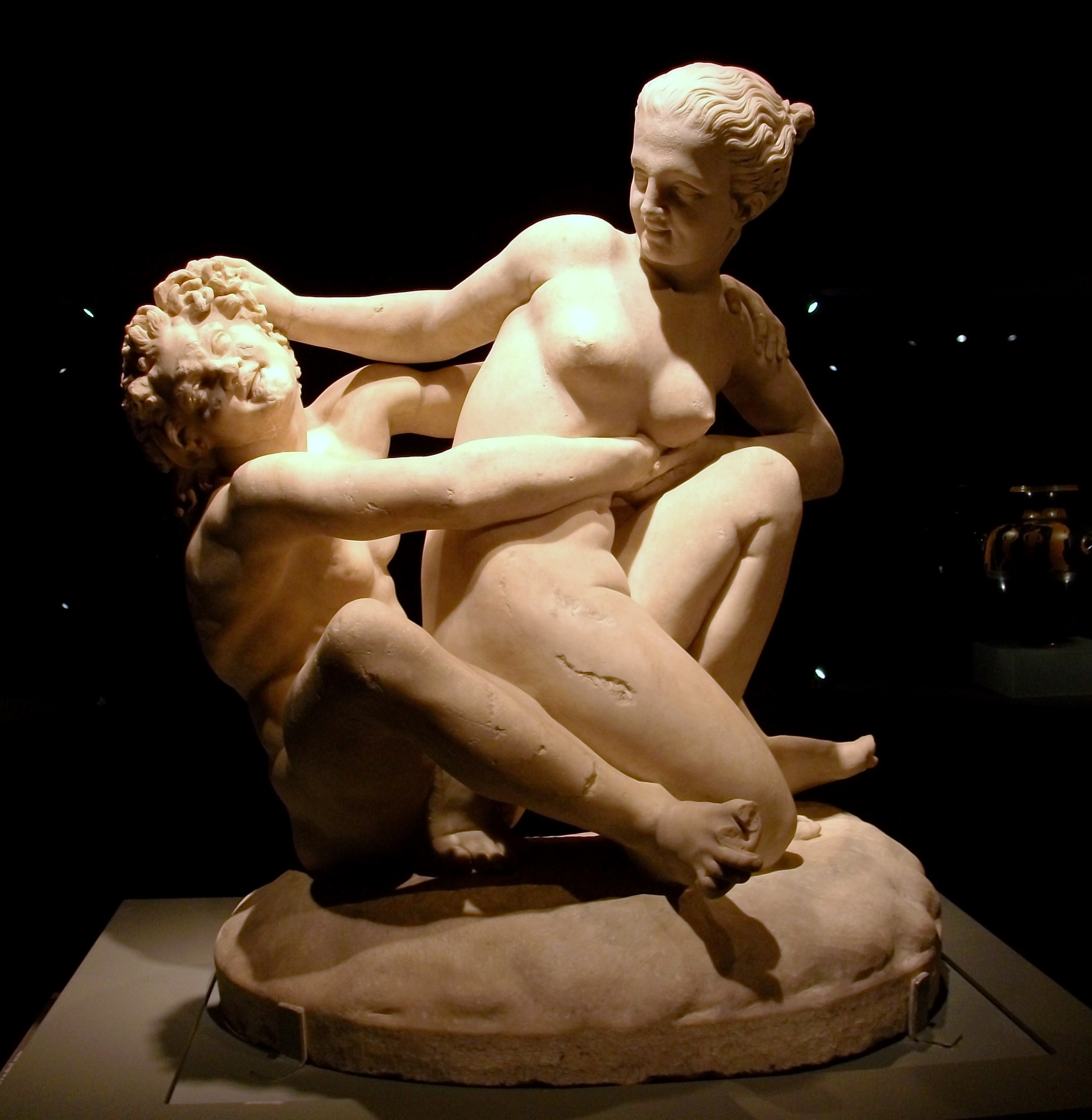
越軌的性幻想主題有：在沒得到對方同意的情況下與之發生性行為、違法性行為、帶虐待成分的性行為

### 越軌性幻想
越軌性幻想是指包含違法性行為、沒給予同意者、虐待成分的性幻想。儘管性偏離者會出現越軌性幻想，但越軌性幻想並非罕見/偏離於社會大多數人。DSM-5把性偏離定義為對非典型目標或對象有着強烈和持續的偏好。打屁股、鞭打，對兒童、動物、橡膠產生性意念等等，都可歸進此類。儘管DSM-5承認並不是所有性偏離都帶有病態性質，但精神科醫師仍難以區分性偏離喜好與性偏離障礙兩者，因為並沒有客觀標準界定何謂正常的性幻想。文化、歷史、社會、政治等因素都會影響正常的定義。
一項使用了統計分析和威尔逊性幻想问卷的研究顯示，以動物或兒童為對象的性幻想十分罕見，不過其亦把「非典型」的性幻想主題限至七種，其中包括淫樂排尿、異性裝扮、强奸。多項研究發現，不少人會產生「非典型」的性幻想——因為性幻想種類愈多，當事人的性生活滿意度愈會增加。比方說，2011年的研究表示，柏林超过一半的老年男性擁有「非典型」的性幻想，其中21.8%曾產生擁有虐待成分的性幻想——這是淫樂殺人的先決條件。另一项研究发现，人們在搜尋色情作品時，經常會輸入跟支配與臣服有關的字眼。

### 性犯罪
大多有關性犯罪的研究都聚焦於男性。像淫樂殺人般的性犯罪十分罕見，因為大多數越軌性幻想最後都不會真的付諸行動，它們亦不是參與性犯罪的風險因子。一些人认为，由于性犯罪的法律定義狹隘，所以性犯罪率經常受到低估。研究者在调查性犯罪時經常面對一些限制，比如「性犯罪的定义、犯罪方式和地点、由于犯罪者偏向誇大自身動機，所以所獲資訊有機會不完整或不准確、法律上的限制」。除此之外，研究者的方法同樣會影響結果（本质主义描述法與现象学描述法）。

### 風險因子
據信，越軌和虐待型性幻想是性犯罪的潛在风险因子。70–85%的性犯罪者會產生各種類型的越軌性幻想，當中某些主題可歸類為性犯罪。比如淫樂連續殺人犯比淫樂非連續殺人犯有着更多的強暴幻想，82%犯罪者会在现实中拿着武力參與暴力性幻想。此外，研究者亦發現報稱擁有越軌性幻想的罪犯比沒有者更危險。
參與性犯罪的風險因子還有精神疾患（特別是偏執狂和思覺失調）、暴力史、曾經被捕、學習表現不佳、物質濫用、財務問題。不過一般而言，童年受到性虐待的經歷與越軌性幻想的配合才是使人們把越軌性幻想付諸行動的主因。大多強姦犯報稱自己於童年時擁有創傷經歷，並在後來出現越軌性幻想。

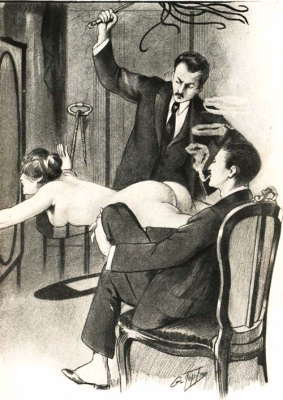
给他人造成痛苦是性犯罪者的一个共同幻想。打屁股（上圖）便是一例

### 虐待型性幻想
不論是那種類型的性犯罪者，他們大多都會在性幻想中包含虐待主題。當中內容細節有尋找受害者、在性交期間使人受傷或受苦、在興奮時產生傲慢感/全能感。
心理病态者和黑暗三角人格特質者很多都會產生此類型的幻想，以及各種性偏離幻想。自戀特質与去人化的性幻想密切相关。研究表明，越軌和虐待型性幻想是自戀者應對脆弱性時的一種因應機制。较高的心理病态水平跟越軌、去人化、不受约束的性偏離和性幻想有關。不過這也可能跟性冲动因性偏離喜好而增加的現象有關。此外，心理病态亦會增加色情作品對越軌性幻想發展的影響，它使得人們更有可能幻想強暴情境。心理病态還會增加在现实生活中把越軌性幻想不加任何限制地實施出來的可能性，比如從事BDSM/虐戀行為，甚至強姦。不過BDSM相關幻想在一般人口當中仍屬常見。《格雷的五十道陰影》三部曲的盛行可能使之正常化，令人們對BDSM的看法從「極端、邊緣、危險」一轉成為「时尚刺激的有趣活動」。《格雷的五十道陰影》使得BDSM更廣為人知及接受，令之融入到日常生活中。

### 虐待型性幻想與犯罪
虐待型性幻想是理解連環殺手的重要因素之一。他们的性犯罪是维持和发展自身幻想的「试探」，即他們會根據幻想去犯罪，然後把犯罪情景納入自身的幻想當中，以此增加興奮度。他們亦會漸漸往幻想加入虐待內容。
很多淫樂殺人是一早計劃好的，因為它們早以性幻想的形式存在於當事人腦海。他們往往會在殺掉受害人前向之施加大量痛苦和恐懼感，這有助於滿足自己的虐待型性幻想，儘管這只是一時之快。他們亦會努力於現實準確還原自己的幻想。
童年時的虐待在會否把虐待型性幻想付諸實行這件事上扮演重要角色。大多数遭受童年性虐待的性犯罪者會在早期開始產生強暴幻想，以及像性冲突、无能、抑制、无知、社会障碍般的性问题。這些問題會對當事人產生不少壓力，犯罪者於是把越軌性幻想視作壓力的因應機制。若不成功解決上述問題，那麼他們便會選擇沉迷於自己能掌控一切的幻想世界內。他们对自己的越軌性幻想投入了大量精力；當他们的幻想因脱敏或压抑而开始失效時，他們就會改以實現幻想來緩解內部壓力。他们计划以犯罪來使自己兴奋，或实施强迫性暴力谋杀。强迫性暴力犯罪具有冲动性質，起因則在於阻止暴力/虐待型幻想付诸行动的阻力和限制會令人感到焦慮，並使人出現各種身心表現。这些表现繼令欲望變得无法控制，最終使得當事人為了解脫而將自己的幻想付諸行動。
研究者發現，幻想中的虐待内容通常在開始自慰後的1-7年內顯現。由於社交退縮的緣故，所以他們大多缺乏與理想的伴侶練習性技巧的機會，這在很大程度上使得他們更依賴自身幻想。最终，他们的幻想和「试探」成为他们唯一的興奮來源。
一些研究顯示，早期的性骚扰經歷，以及自慰與性高潮所致的增強效應，都使得當事人從社會上學習了具越軌成分的性腳本。然而，於童年時受到性骚扰的人长大后不一定會成為无法自控的犯罪者。麦克库洛赫等人认为，早期的创伤经历使得當事人具備發展虐待型性幻想的先決視覺條件，这可能是犯罪者难以克制自己不去把虐待型性幻想付諸行動的原因。儘管一些研究者認為認知扭曲是兒童性虐待等性犯罪事件的原因，但證據顯示認知扭曲只在被逮捕後為了正當化自身行為而出現，而這並非性犯罪的動機。